# Randy Gregg
|}
Randall John "Randy" Gregg, född 19 februari 1956, är en kanadensisk före detta professionell ishockeyback som tillbringade tio säsonger i den nordamerikanska ishockeyligan National Hockey League (NHL), där han spelade för ishockeyorganisationerna Edmonton Oilers och Vancouver Canucks. Han producerade 193 poäng (41 mål och 152 assists) samt drog på sig 333 utvisningsminuter på 474 grundspelsmatcher. Han spelade också som spelande tränare för Kokudo Keikaku i Japan Ice Hockey League (JIHL).
Gregg blev aldrig draftad. Han var en av kärnmedlemmarna i Oilers dynastilag och var med och vinna fem Stanley Cup-titlar (1983–1984, 1984–1985, 1986–1987, 1987–1988, 1989–1990).
Efter den aktiva spelarkarriären arbetar Gregg som läkare och driver en klinik för idrottsmedicin i Edmonton i Alberta. Han är gift med den före detta amerikanska olympiska hastighetsåkerskan Kathy Vogt och far till Jamie Gregg och Jessica Gregg som är också före detta olympier och har tävlat i grenarna hastighetsåkning på skridskor respektive short track. Jessica Gregg är den som är mest meriterad av de tre med ett OS-silver i 3 000 meter stafett i short track vid de olympiska vinterspelen 2010.

## Statistik
| Källa:      | Källa:               | Källa:      |             | Grundserie  | Grundserie  | Grundserie  | Grundserie  | Grundserie  |             | Slutspel    | Slutspel    | Slutspel    | Slutspel    | Slutspel    |
| Säsong      | Lag                  | Liga        | Matcher     | Mål         | Assist      | Poäng       | Utv         | Matcher     | Mål         | Assist      | Poäng       | Utv         |             |             |
| ----------- | -------------------- | ----------- | ----------- | ----------- | ----------- | ----------- | ----------- | ----------- | ----------- | ----------- | ----------- | ----------- | ----------- | ----------- |
| 1975–1976   | Alberta Golden Bears | CIS         | 31          | 3           | 20          | 23          | 49          | —           | —           | —           | —           | —           |             |             |
| 1976–1977   | Alberta Golden Bears | CIS         | 34          | 10          | 23          | 33          | 45          | —           | —           | —           | —           | —           |             |             |
| 1977–1978   | Alberta Golden Bears | CIS         | 30          | 8           | 26          | 34          | 43          | —           | —           | —           | —           | —           |             |             |
| 1978–1979   | Alberta Golden Bears | CIS         | 41          | 11          | 26          | 37          | 67          | —           | —           | —           | —           | —           |             |             |
| 1979–1980   | Kanada               |             | 56          | 7           | 17          | 24          | 36          | —           | —           | —           | —           | —           |             |             |
| 1980–1981   | Kokudo Keikaku       | JIHL        | 35          | 12          | 18          | 30          | 30          | —           | —           | —           | —           | —           |             |             |
| 1981–1982   | Edmonton Oilers      | NHL         | —           | —           | —           | —           | —           | 4           | 0           | 2           | 2           | 12          |             |             |
|             | Kokudo Keikaku       | JIHL        | 36          | 12          | 20          | 32          | 25          | —           | —           | —           | —           | —           |             |             |
| 1982–1983   | Edmonton Oilers      | NHL         | 80          | 6           | 22          | 28          | 54          | 16          | 2           | 4           | 6           | 13          |             |             |
| 1983–1984   | Edmonton Oilers      | NHL         | 80          | 13          | 27          | 40          | 56          | 19          | 3           | 7           | 10          | 21          |             |             |
| 1984–1985   | Edmonton Oilers      | NHL         | 57          | 3           | 20          | 23          | 32          | 17          | 0           | 6           | 6           | 12          |             |             |
| 1985–1986   | Edmonton Oilers      | NHL         | 64          | 2           | 26          | 28          | 47          | 10          | 1           | 0           | 1           | 12          |             |             |
| 1986–1987   | Edmonton Oilers      | NHL         | 52          | 8           | 16          | 24          | 42          | 18          | 3           | 6           | 9           | 17          |             |             |
| 1987–1988   | Edmonton Oilers      | NHL         | 15          | 1           | 2           | 3           | 8           | 19          | 1           | 8           | 9           | 24          |             |             |
|             | Kanada               |             | 45          | 3           | 8           | 11          | 45          | —           | —           | —           | —           | —           |             |             |
| 1988–1989   | Edmonton Oilers      | NHL         | 57          | 3           | 15          | 18          | 28          | 7           | 1           | 0           | 1           | 6           |             |             |
| 1989–1990   | Edmonton Oilers      | NHL         | 48          | 4           | 20          | 24          | 42          | 20          | 2           | 6           | 8           | 16          |             |             |
| 1990–1991   | Spelade ej.          | Spelade ej. | Spelade ej. | Spelade ej. | Spelade ej. | Spelade ej. | Spelade ej. | Spelade ej. | Spelade ej. | Spelade ej. | Spelade ej. | Spelade ej. | Spelade ej. | Spelade ej. |
| 1991–1992   | Vancouver Canucks    | NHL         | 21          | 1           | 4           | 5           | 24          | 7           | 0           | 1           | 1           | 8           |             |             |
| NHL totalt  | NHL totalt           | NHL totalt  | 474         | 41          | 152         | 193         | 333         | 137         | 13          | 40          | 53          | 141         |             |             |
| JIHL totalt | JIHL totalt          | JIHL totalt | 71          | 24          | 38          | 62          | 55          | —           | —           | —           | —           | —           |             |             |

### Internationellt
| Källa:        | Källa:        | Källa:        |         | Utv = Utvisningsminuter | Utv = Utvisningsminuter | Utv = Utvisningsminuter | Utv = Utvisningsminuter | Utv = Utvisningsminuter |
| År            | Lag           | Mästerskap    | Matcher | Mål                     | Assists                 | Poäng                   | Utv                     |                         |
| ------------- | ------------- | ------------- | ------- | ----------------------- | ----------------------- | ----------------------- | ----------------------- | ----------------------- |
| 1980          | Kanada        | OS            | 6       | 1                       | 1                       | 2                       | 2                       |                         |
| 1984          | Kanada        | CC            | 3       | 0                       | 1                       | 1                       | 4                       |                         |
| 1988          | Kanada        | OS            | 8       | 1                       | 2                       | 3                       | 8                       |                         |
| Junior totalt | Junior totalt | Junior totalt | 17      | 2                       | 4                       | 6                       | 14                      |                         |